# Livermorio
El livermorio es el nombre del elemento sintético de la tabla periódica cuyo símbolo es Lv y su número atómico es 116. 
Su nombre viene dado en honor al Laboratorio Nacional Lawrence Livermore (Lawrence Livermore National Laboratory), en Livermore, California.

## Historia
En 2000, investigadores del Laboratorio Nacional Lawrence Berkeley anunciaron la creación del elemento 116, en un artículo publicado en una revista de los EE. UU. llamada Physical Review Letters, explican que lo hicieron cuando se observó el decaimiento-α de un átomo de mayor número atómico. El año siguiente publicaron su retracción tras ver que no eran capaces de volver a hacer el experimento. En junio de 2002, el director del laboratorio anunció que los datos del experimento habían sido falsificados por su autor principal Victor Ninov.
En junio de 2000, el Instituto Conjunto para la Investigación Nuclear, en la ciudad de Dubna, realizó estudios por los cuales se describió el decaimiento-α del isótopo 292Uuh que se produjo en la reacción de fusión de un núcleo de 248 Cm al ser bombardeado con iones de 48 Ca acelerados por un ciclotrón, como producto secundario se obtuvieron 4 neutrones. Tiene una vida media de cerca de 6 milisegundos (0,006 segundos). Luego de esto tiene un decaimiento-α en 288Fl (Flerovio) seguido de dos más consecutivos en otros átomos de menor número atómico para más tarde tener una fisión espontánea.
Nuevos experimentos se hicieron entre finales de 2000 e inicios de 2001, pero estos fallaron en crear un nuevo átomo.
El 2 de mayo de 2001, el mismo instituto informó sobre la síntesis de un segundo átomo en su cuarta ronda de estudios, y que las propiedades confirmaron una región de la estabilidad "aumentada", aunque son acreditados de gran calidad y cuidadosos la confirmación de estos resultados está todavía pendiente por falta de estudios entre ellos un estudio con rayos X que pruebe la conexión entre las reacciones y descendientes. 
En octubre de 2006 se anunció que, en tres ocasiones, bombardeando átomos de californio-249 con iones de calcio-48 producían ununoctio (elemento 118), que posteriormente decaía a ununhexio en tiempos de milisegundos. Confirmando esto, la síntesis del elemento 116 habrá sido demostrada definitivamente.
La reacción que crea el livermorio es: 
{\displaystyle \,_{96}^{248}\mathrm {Cm} +\,_{20}^{48}\mathrm {Ca} \,\to \,_{116}^{292}\mathrm {Lv} +4\;_{0}^{1}\mathrm {n} \;}
Decae en 47 milisegundos a un isótopo previamente identificado del elemento 114, Fl.
{\displaystyle \,_{116}^{292}\mathrm {Lv} \to \,_{114}^{288}\mathrm {Fl} \,+\,_{2}^{4}\mathrm {He} \;}

## Propiedades predichas
Aparte de las propiedades nucleares, no se han medido propiedades del livermorio o sus compuestos; esto se debe a su producción extremadamente limitada y costosa y al hecho de que decae muy rápidamente. Las propiedades del livermorio siguen siendo desconocidas y solo se dispone de predicciones.

### Estabilidad nuclear e isótopos

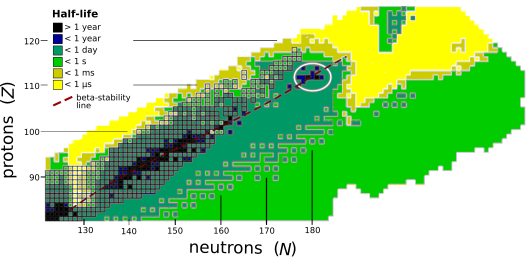
La ubicación esperada de la isla de estabilidad está marcada por el círculo blanco. La línea punteada es la línea de beta estabilidad.

El livermorio se encuentra en cercanías de la isla de estabilidad centrada en el copernicio (elemento 112) y flerovio (elemento 114). Debido a la alta barrera de fisión esperada, cualquier núcleo dentro de esta isla de estabilidad decae exclusivamente por emisión alfa y quizás algo de captura de electrones y decaimiento beta. Mientras que los isótopos conocidos de livermorio no en realidad no tienen suficientes neutrones para estar en la isla de estabilidad, se puede ver que se acercan a la isla, ya que los isótopos más pesados generalmente son los de vida más larga.
Los elementos superpesados son producidos por fusión nuclear. Estas reacciones de fusión se pueden dividir en fusión "caliente" y "fría", dependiendo de la  energía de excitación del núcleo compuesto producido. En las reacciones de fusión en caliente, los proyectiles muy ligeros y de alta energía se aceleran hacia objetivos muy pesados (actínidos), lo que da lugar a núcleos compuestos a alta energía de excitación (~40–50 MeV) que puede fisionar o evaporar varios (3 a 5) neutrones. En las reacciones de fusión fría (que utilizan proyectiles más pesados, generalmente del cuarto período, y blancos más livianos, generalmente plomo y bismuto), los núcleos fusionados producidos tienen un relativamente bajo energía de excitación (~10–20 MeV), lo que disminuye la probabilidad de que estos productos sufran reacciones de fisión. A medida que los núcleos fusionados se enfrían hasta el estado fundamental, requieren la emisión de solo uno o dos neutrones. Las reacciones de fusión en caliente tienden a producir productos más ricos en neutrones porque los actínidos tienen las proporciones más altas de neutrones a protones de todos los elementos que actualmente se pueden producir en cantidades macroscópicas.
Se podría obtener información importante sobre las propiedades de los núcleos superpesados mediante la síntesis de más isótopos de livermorio, específicamente aquellos con algunos neutrones más o menos que los conocidos: 286Lv, 287Nv, 288Nv, 289Nv, 294Nv y 295Nv. Esto es posible porque hay muchos isótopos de curio de vida razonablemente larga que se pueden usar para hacer un objetivo. Los isótopos ligeros se pueden hacer fusionando curio-243 con calcio-48. Se someterían a una cadena de desintegraciones alfa, que terminarían en isótopos de transactinida que son demasiado ligeros para lograrlos mediante fusión en caliente y demasiado pesados para producirlos mediante fusión en frío.
La síntesis de los isótopos pesados 294Lv y 295Lv podría lograrse fusionando el isótopo pesado  curio-250 con calcio-48. La sección eficaz de esta reacción nuclear sería de aproximadamente 1 picobarn, aunque todavía no es posible producir 250Cm en las cantidades necesarias para la fabricación objetivo. Después de algunas desintegraciones alfa, estos isótopos de livermorio alcanzarían nucleidos en la línea de estabilidad beta. Además, la captura de electrones también puede convertirse en un modo de descomposición importante en esta región, permitiendo que los núcleos afectados lleguen al centro de la isla. Por ejemplo, se predice que 295Lv decaería alfa a 291Fl, que sufriría una captura de electrones sucesiva a 291Nh y luego 291Cn que se espera que esté en medio de la isla de estabilidad y tenga una vida media de alrededor de 1200 años, brindando la esperanza más probable de llegando al centro de la isla utilizando la tecnología actual. Un inconveniente es que las propiedades de descomposición de los núcleos superpesados tan cerca de la línea de estabilidad beta están en gran parte inexploradas.
Otras posibilidades para sintetizar núcleos en la isla de estabilidad incluyen la cuasifisión (fusión parcial seguida de fisión) de un núcleo masivo. Dichos núcleos tienden a fisionarse, expulsando el doble de número mágico o fragmentos casi doblemente mágicos como calcio-40, estaño-132, plomo-208 o bismuto-209. Recientemente se ha demostrado que las reacciones de transferencia de múltiples nucleones en colisiones de núcleos de actínidos (como uranio y curio) podrían usarse para sintetizar los núcleos superpesados ricos en neutrones ubicados en la isla de estabilidad., aunque se favorece más la formación de los elementos más ligeros nobelio o seaborgio. Una última posibilidad para sintetizar isótopos cerca de la isla es usar explosión nuclear controlada para crear un flujo de neutrones lo suficientemente alto como para sortear las brechas de inestabilidad en 258–260Fm y en número de masa 275 (números atómicos 104 a 108), imitando el proceso r en el que los actínidos se produjeron por primera vez en la naturaleza y se eliminó la brecha de inestabilidad alrededor del radón. Es posible que algunos de estos isótopos (especialmente 291Cn y 293Cn) se hayan sintetizado en la naturaleza, pero se habrían desintegrado demasiado rápido. (con vidas medias de solo miles de años) y ser producido en cantidades demasiado pequeñas (alrededor de 10−12 la abundancia de plomo) para ser detectable como núclido primordial s hoy fuera de rayos cósmicoss.

### Físicas y atómicas
En la tabla periódica, el livermorio es miembro del grupo 16, los calcógenos. Aparece debajo de oxígeno, azufre, selenio, telurio y polonio. Cada calcógeno anterior tiene seis electrones en su capa de valencia, formando una configuración electrónica de valencia de ns2np4. En el caso del livermorio, la tendencia debe continuar y se prevé que la configuración electrónica de valencia sea 7s27p4; por lo tanto, el livermorio tienen algunas similitudes con sus congéneres más ligeros. Es probable que surjan diferencias; un gran efecto que contribuye es la interacción espín-órbita (SO): la interacción mutua entre el movimiento de los electrones y el espín. Es especialmente fuerte para los elementos superpesados, porque sus electrones se mueven mucho más rápido que en los átomos más ligeros, a velocidades comparables a la velocidad de la luz. En relación con los átomos de livermorio, baja los niveles de energía de los electrones 7s y 7p (estabilizando los electrones correspondientes), pero dos de los niveles de energía de los electrones 7p se estabilizan más que los otros cuatro. La estabilización de los electrones 7s se denomina efecto de par inerte, y el efecto de "desgarrar" la subcapa 7p en las partes más estabilizadas y menos estabilizadas se denomina división de la subcapa. Los químicos informáticos ven la división como un cambio del segundo  número cuántico (azimutal) l de 1 a 1⁄2 y  3⁄2 para las partes más y menos estabilizadas de la subcapa 7p, respectivamente: la subcapa 7p1/2 actúa como un segundo par inerte, aunque no tan inerte como los electrones 7s, mientras que la subcapa 7p3/2 puede participar fácilmente en la química. Para muchos propósitos teóricos, la configuración electrónica de valencia se puede representar para reflejar la división del subnivel 7p como 7s2
7p2
1/27p2
3/2.
Los efectos del par inerte en el livermorio deberían ser incluso más fuertes que en el polonio y, por lo tanto, el estado de oxidación +2 se vuelve más estable que el estado +4, que se estabilizaría solo por los ligandos más electronegativos; esto se refleja en las energías de ionización esperadas del livermorio, donde hay grandes brechas entre la segunda y la tercera energía de ionización (correspondientes a la ruptura de la capa no reactiva 7p1/2 ) y energías de ionización cuarta y quinta. De hecho, se espera que los electrones 7s sean tan inertes que el estado +6 no será alcanzable. Se espera que el punto de fusión y el punto de ebullición del livermorio continúen las tendencias hacia abajo de los calcógenos; por lo tanto, el livermorio debería derretirse a una temperatura más alta que el polonio, pero hervir a una temperatura más baja. También debería ser más denso que el polonio (α-Lv: 12,9 g/ cm3; α-Po: 9,2 g/cm3); como el polonio, también debe formar un alótropo α y β. Se espera que el electrón de un átomo similar al hidrógeno de livermorio (oxidado de modo que solo tenga un electrón, Lv115+) se mueva tan rápido que tenga una masa 1,86 veces la de un electrón estacionario, debido a los efectos relativistas (química cuántica relativista). A modo de comparación, se espera que las cifras de polonio similar al hidrógeno y telurio sean 1,26 y 1,080 respectivamente.

### Químicas
Se proyecta que el livermorio sea el cuarto miembro de la serie 7p de elemento químico y el miembro más pesado del grupo 16 en la tabla periódica, por debajo del polonio. Si bien es el menos estudiado teóricamente de los elementos 7p, se espera que su química sea bastante similar a la del polonio. El estado de oxidación del grupo de +6 es conocido para todos los calcógenos excepto el oxígeno que no puede expande su octeto y es uno de los oxidantes más fuertes entre los elementos químicos. Por lo tanto, el oxígeno se limita a un estado máximo de +2, exhibido en el fluoruro OF2. El estado +4 es conocido por azufre, selenio, telurio y polonio, experimentando un cambio en la estabilidad de la reducción de azufre (IV) y selenio (IV) a ser el más estable Estado para telurio (IV) a ser oxidante en polonio (IV). Esto sugiere una estabilidad decreciente para los estados de oxidación más altos a medida que el grupo desciende debido a la creciente importancia de los efectos relativistas, especialmente el efecto del par inerte. El estado de oxidación más estable del livermorio debería ser +2, con un estado +4 bastante inestable. El estado +2 debe ser tan fácil de formar como lo es para el berilio y el magnesio, y el estado +4 solo debe lograrse con ligandos fuertemente electronegativos, como el fluoruro de livermorio (IV) ( LvF4). El estado +6 no debería existir en absoluto debido a la fuerte estabilización de los electrones 7s, lo que hace que el núcleo de valencia del livermorio solo tenga cuatro electrones. También se sabe que los calcógenos más ligeros forman un estado −2 como óxido, sulfuro, seleniuro, telururo y polonida; debido a la desestabilización de la subcapa 7p3/2 del livermorio, el estado −2 debería ser muy inestable para el livermorio, cuya química debería ser esencialmente puramente catiónica, aunque el más grande. Las divisiones de energía de la subcapa y el espinor del livermorio en comparación con el polonio deberían hacer que Lv2− sea un poco menos inestable de lo esperado.
El livermorano (LvH2) es el hidruro calcógeno más pesado y el más pesado homólogo del agua (los más livianos son H2S, H2Se, H2Te, yPoH2). El polano (hidruro de polonio) es un compuesto más covalente que la mayoría de los hidruros porque el polonio se extiende a ambos lados de la frontera entre metal y metaloide y tiene algunas propiedades no metálicas: es intermedio entre un haluro de hidrógeno como el cloruro de hidrógeno (HCl) y un hidruro metálico como stannane (SnH4). El livermorano debería continuar con esta tendencia: debería ser un hidruro en lugar de un livermoride, pero aun así un compuesto molecular covalente. Se espera que las interacciones espín-órbita hagan que el enlace Lv-H sea más largo de lo esperado solo a partir de las tendencias periódicas, y que el ángulo del enlace H-Lv-H sea mayor de lo esperado: se teoriza que esto se debe a que los orbitales 8s desocupados son relativamente bajo en energía y puede hibridar con los orbitales de valencia 7p del livermorio. Este fenómeno, denominado "hibridación supervalente", no es particularmente raro en las regiones no relativistas de la tabla periódica; por ejemplo, el difluoruro de calcio molecular tiene participación 4s y 3d del átomo de calcio. Se predice que los dihaluros de livermorio más pesados serán lineales, pero se predice que los más livianos serán angulares.

## Aplicaciones
Por su inestabilidad, vida media tan reducida y dificultad de obtención, en la actualidad son nulas las aplicaciones industriales, comerciales o propagandísticas de este elemento muy pesado por lo que su aplicación se relega sólo a la investigación científica.

## El nombre definitivo del Livermorio
Ununhexio es un nombre temporal IUPAC. Algunos científicos del Joint Institute for Nuclear Research propusieron para este elemento el nombre de "Flyorovium" (Fl) - en honor a G. N. Flyorov, director del grupo que sintetizó los elementos del 102 al 110. Pero no hay ninguna mención que confirme este nombre para el elemento aún. 
El 8 de diciembre de 2011, la división de Química Inorgánica de la IUPAC confirmó el nombre y símbolo de este elemento a la vez que el nombre y símbolo del Ununquandio, ahora llamado Flerovio (Fl). El nombre definifivo decidido fue Livermorio (Lv), en honor al Laboratorio Nacional de la ciudad de Livermore, California.